# Modern Vampires of the City
Modern Vampires of the City è il terzo album discografico in studio della band indie rock statunitense Vampire Weekend, uscito nel 2013 sotto contratto dalla XL Recordings.

## Il disco
Come l'album precedente, Contra è stato prodotto dal membro della band Rostam Batmanglij, insieme, per la prima volta, ad Ariel Rechtshaid.
Il disco è stato registrato in diverse località: Hollywood, New York, Los Angeles e Martha's Vineyard.
La copertina è una foto del 1966 scattata da Neal Boenzi a New York, in un giorno di particolare inquinamento.
Il disco ha debuttato direttamente alla prima posizione nella Billboard 200, vendendo circa 134 000 copie nella prima settimana. Nel Regno Unito, invece, ha debuttato alla posizione numero 3 della Official Albums Chart. Inoltre è entrato nella "Top 10" di molti altri Paesi: Australia (7), Belgio-Fiandre (5), Irlanda (2), Norvegia (2), Portogallo (4), Scozia (3).
Per Rolling Stone e Pitchfork si tratta del miglior album del 2013. Spin lo ha invece inserito al terzo posto della sua classifica dei migliori album dell'anno 2013, così come Stereogum.
Nel dicembre 2013 il disco è stato nominato ai Grammy Awards 2014 nella categoria "Best Alternative Music Album", di cui è risultato vincitore.

## Tracce
Tutte le tracce sono state scritte da Ezra Koenig, eccetto dove indicato. Tutta la musica è stata composta da Koenig e da Rostam Batmanglij, eccetto dove indicato.
1. Obvious Bicycle – 4:11
2. Unbelievers – 3:22
3. Step – 4:11
4. Diane Young – 2:40
5. Don't Lie – 3:33 (testo: Koenig, Batmanglij)
6. Hannah Hunt – 3:57
7. Everlasting Arms – 3:03
8. Finger Back – 3:25
9. Worship You – 3:21
10. Ya Hey – 5:12
11. Hudson – 4:14 (musica: Koenig, Batmanglij, Chris Tomson)
12. Young Lion – 1:45 (testo: Batmanglij – musica: Batmanglij)

## Formazione
Vampire Weekend
- Ezra Koenig – voce, chitarra, piano in "Unbelievers"
- Rostam Batmanglij – piano, chitarre, banjo, voce, cori, batteria, synth, programmazione, tastiere, shaker, voce principale in "Young Lion"
- Chris Baio – basso
- Chris Tomson – batteria

Altri musicisti
- Ariel Rechtshaid – batteria e programmazione in "Obvious Bicycle", "Unbelievers", "Diane Young", e "Hudson", basso in "Everlasting Arms", produzione, ingegneria
- Jeff Curtin – batteria in "Diane Young", ingegneria
- Brendan Ryan – fisarmonica in "Unbelievers"
- Johnny Cuomo – flistle in "Unbelievers"
- Danny T. Levin – tromba in "Unbelievers" e "Hudson"
- Elizabeth Lea – trombone in "Unbelievers" e "Hudson"
- Seth Shafer – tuba in "Unbelievers" e "Hudson"
- Adam Shatz – sax in "Diane Young"
- Angel Deradoorian – cori in "Obvious Bicycle", "Worship You" e "Young Lion", arrangiamenti vocali
- Fanny Franklin – cori in "Finger Back"